# Pasquale Mazzocchi
Pasquale Mazzocchi (Napoli, 27 luglio 1995) è un calciatore italiano, difensore del Napoli.

## Caratteristiche tecniche
Terzino destro molto duttile, che può essere schierato su entrambe le fasce del campo. Grazie alla sua velocità, può giocare anche in posizione più avanzata, sulla linea dei centrocampisti. Ha iniziato a giocare come ala offensiva, per poi arretrare il proprio raggio d'azione nel corso degli anni.

## Vita privata
Il 28 giugno 2022 si sposa con Tonia Lamagna. Il 18 maggio 2024 nasce la loro prima figlia, Clarissa.

## Carriera

### Club

#### Gli inizi
Cresciuto calcisticamente nel Benevento, nel 2012 si trasferisce nelle giovanili del Verona. Dopo una breve esperienza in prestito al Bellaria Igea Marina, il 19 luglio 2014 viene ceduto, sempre a titolo temporaneo, al Pro Piacenza; il 14 gennaio 2015, essendo poco impiegato dai rossoneri, passa al Rimini. Il 12 gennaio 2016 viene acquistato dal Parma: con gli emiliani conquista tre promozioni consecutive, salendo dalla Serie D alla Serie A e sancendo così un record nella storia del calcio italiano.
Il 9 luglio 2018 viene venduto al Perugia, con cui firma un quadriennale. Il 4 dicembre 2019 mette a segno la sua prima rete con la maglia del grifone, in occasione della partita di Coppa Italia vinta dagli umbri per 2-1 in trasferta contro il Sassuolo.
Il 23 settembre 2020 Mazzocchi viene acquistato dal Venezia. Con i lagunari colleziona 60 presenze ed una rete, esordendo pure in massima serie il 27 agosto 2021, nella sconfitta per 3-0 contro l'Udinese.

#### Salernitana
Il 25 gennaio 2022 il terzino passa in prestito con obbligo di riscatto, al verificarsi di alcune condizioni, alla Salernitana. A fine stagione, in seguito alla salvezza all'ultima giornata di campionato della Salernitana, Mazzocchi viene definitivamente riscattato dalla società granata per circa un milione di euro. Il 5 settembre 2022 segna il suo primo gol con i campani, nonché primo nella massima serie, nella partita contro l'Empoli, pareggiata per 2-2. Il 22 ottobre trova la seconda rete stagionale grazie al gol partita contro lo Spezia. Il 24 novembre, durante la pausa per i Mondiali in Qatar, viene sottoposto alla ricostruzione del legamento collaterale mediale del ginocchio destro.

#### Napoli
Il 5 gennaio 2024 viene acquistato a titolo definitivo dal Napoli, per una cifra stimata intorno ai 3 milioni di euro più bonus, firmando un contratto valido fino al 30 giugno 2027, con opzione unilaterale di rinnovo per un'altra stagione. Esordisce due giorni dopo, nella sfida di campionato contro il Torino, subentrando all'inizio del secondo tempo a Piotr Zielinski; tuttavia, appena quattro minuti dopo, riceve un'espulsione diretta in seguito a un controllo al VAR per un fallo su Valentino Lazaro. La sua diventa così la terza espulsione più rapida per un debuttante in una nuova squadra nella storia della massima serie, dietro soltanto a Rolando Bianchi e a Francesco Cassata.
Nella stagione seguente si aggiudica il primo scudetto della sua carriera, con i partenopei che, sotto la nuova guida di Antonio Conte, trionfano in campionato per la quarta volta nella loro storia, a seguito del successo casalingo contro il Cagliari (2-0) del 23 maggio 2025, valevole per l'ultima giornata di Serie A.

### Nazionale
Nel settembre del 2022 Mazzocchi riceve la sua prima convocazione in nazionale maggiore dal CT Roberto Mancini, in vista delle partite della UEFA Nations League 2022-2023 contro Inghilterra e Ungheria. Fa il suo esordio negli ultimi minuti della sfida contro i magiari, diventando il primo giocatore della Salernitana a debuttare in maglia azzurra.

## Statistiche

### Presenze e reti nei club
Statistiche aggiornate al 1º luglio 2025.
| Stagione           | Squadra              | Campionato         | Campionato | Campionato | Coppe nazionali | Coppe nazionali | Coppe nazionali | Coppe continentali | Coppe continentali | Coppe continentali | Altre coppe | Altre coppe | Altre coppe | Totale | Totale |
| Stagione           | Squadra              | Comp               | Pres       | Reti       | Comp            | Pres            | Reti            | Comp               | Pres               | Reti               | Comp        | Pres        | Reti        | Pres   | Reti   |
| ------------------ | -------------------- | ------------------ | ---------- | ---------- | --------------- | --------------- | --------------- | ------------------ | ------------------ | ------------------ | ----------- | ----------- | ----------- | ------ | ------ |
| gen.-giu. 2014     | Bellaria Igea Marina | 2D                 | 8          | 0          | CI-LP           | 0               | 0               | -                  | -                  | -                  | -           | -           | -           | 8      | 0      |
| 2014-gen. 2015     | Pro Piacenza         | LP                 | 5          | 0          | CI-LP           | 1               | 0               | -                  | -                  | -                  | -           | -           | -           | 6      | 0      |
| gen.-giu. 2015     | Rimini               | D                  | 16+2       | 0          | CI-D            | 0               | 0               | -                  | -                  | -                  | -           | -           | -           | 18     | 0      |
| 2015-gen. 2016     | Rimini               | LP                 | 7          | 1          | CI-LP           | 2               | 0               | -                  | -                  | -                  | -           | -           | -           | 9      | 1      |
| Totale Rimini      | Totale Rimini        | Totale Rimini      | 25         | 1          |                 | 2               | 0               |                    | -                  | -                  |             | -           | -           | 27     | 1      |
| gen.-giu. 2016     | Parma                | D                  | 13+2       | 3+0        | CI-D            | 0               | 0               | -                  | -                  | -                  | -           | -           | -           | 15     | 3      |
| 2016-2017          | Parma                | LP                 | 24+6       | 0          | CI-LP           | 1               | 0               | -                  | -                  | -                  | -           | -           | -           | 31     | 0      |
| 2017-2018          | Parma                | B                  | 18         | 0          | CI              | 0               | 0               | -                  | -                  | -                  | -           | -           | -           | 18     | 0      |
| Totale Parma       | Totale Parma         | Totale Parma       | 63         | 3          |                 | 1               | 0               |                    | -                  | -                  |             | -           | -           | 64     | 3      |
| 2018-2019          | Perugia              | B                  | 31+1       | 0          | CI              | 1               | 0               | -                  | -                  | -                  | -           | -           | -           | 33     | 0      |
| 2019-2020          | Perugia              | B                  | 26+2       | 1+0        | CI              | 1               | 1               | -                  | -                  | -                  | -           | -           | -           | 27     | 1      |
| Totale Perugia     | Totale Perugia       | Totale Perugia     | 60         | 0          |                 | 2               | 1               |                    | -                  | -                  |             | -           | -           | 62     | 2      |
| 2020-2021          | Venezia              | B                  | 34+5       | 1+0        | CI              | 1               | 0               | -                  | -                  | -                  | -           | -           | -           | 40     | 1      |
| 2021-gen. 2022     | Venezia              | A                  | 18         | 0          | CI              | 2               | 0               | -                  | -                  | -                  | -           | -           | -           | 20     | 0      |
| Totale Venezia     | Totale Venezia       | Totale Venezia     | 57         | 1          |                 | 3               | 0               |                    | -                  | -                  |             | -           | -           | 60     | 1      |
| gen.-giu. 2022     | Salernitana          | A                  | 15         | 0          | CI              | -               | -               | -                  | -                  | -                  | -           | -           | -           | 15     | 0      |
| 2022-2023          | Salernitana          | A                  | 27         | 2          | CI              | 0               | 0               | -                  | -                  | -                  | -           | -           | -           | 27     | 2      |
| 2023-gen. 2024     | Salernitana          | A                  | 18         | 0          | CI              | 1               | 0               | -                  | -                  | -                  | -           | -           | -           | 19     | 0      |
| Totale Salernitana | Totale Salernitana   | Totale Salernitana | 60         | 2          |                 | 1               | 0               |                    | -                  | -                  |             | -           | -           | 61     | 2      |
| gen.-giu. 2024     | Napoli               | A                  | 10         | 0          | CI              | -               | -               | UCL                | -                  | -                  | SI          | 2           | 0           | 12     | 0      |
| 2024-2025          | Napoli               | A                  | 20         | 0          | CI              | 2               | 0               | -                  | -                  | -                  | -           | -           | -           | 22     | 0      |
| 2025-2026          | Napoli               | A                  | -          | -          | CI              | -               | -               | UCL                | -                  | -                  | SI          | -           | -           | -      | -      |
| Totale Napoli      | Totale Napoli        | Totale Napoli      | 30         | 0          |                 | 2               | 0               |                    | -                  | -                  |             | 2           | 0           | 34     | 0      |
| Totale carriera    | Totale carriera      | Totale carriera    | 308        | 8          |                 | 12              | 1               |                    | -                  | -                  |             | 2           | 0           | 322    | 9      |

### Cronologia presenze e reti in nazionale
| Cronologia completa delle presenze e delle reti in nazionale ― Italia | Cronologia completa delle presenze e delle reti in nazionale ― Italia | Cronologia completa delle presenze e delle reti in nazionale ― Italia | Cronologia completa delle presenze e delle reti in nazionale ― Italia | Cronologia completa delle presenze e delle reti in nazionale ― Italia | Cronologia completa delle presenze e delle reti in nazionale ― Italia | Cronologia completa delle presenze e delle reti in nazionale ― Italia | Cronologia completa delle presenze e delle reti in nazionale ― Italia |
| Data                                                                  | Città                                                                 | In casa                                                               | Risultato                                                             | Ospiti                                                                | Competizione                                                          | Reti                                                                  | Note                                                                  |
| --------------------------------------------------------------------- | --------------------------------------------------------------------- | --------------------------------------------------------------------- | --------------------------------------------------------------------- | --------------------------------------------------------------------- | --------------------------------------------------------------------- | --------------------------------------------------------------------- | --------------------------------------------------------------------- |
| 26-9-2022                                                             | Budapest                                                              | Ungheria                                                              | 0 – 2                                                                 | Italia                                                                | UEFA Nations League 2022-2023 - 1º turno                              | -                                                                     | 90’                                                                   |
| Totale                                                                |                                                                       | Presenze                                                              | 1                                                                     |                                                                       | Reti                                                                  | 0                                                                     |                                                                       |

## Palmarès

### Club
- Serie D: 2

Rimini: 2014-2015 (girone D)
Parma: 2015-2016 (girone D)
- Campionato italiano: 1

Napoli: 2024-2025